# Тарс
Тарс (тур. Tarsus) је град у Турској у вилајету Мерсин. Налази се на обалама Кидна и најважнији је град Киликије у Малој Азији. Тарс је родно место апостола Павла, ту је и живео неко време после свог обраћања.
Тарс је био седиште познатог Универзитета у то време. Према процени из 2009. у граду је живело 227.021 становника. 

## Становништво
Према процени, у граду је 2009. живело 227.021 становника.
| 1990.   | 2000.   |
| ------- | ------- |
| 187.508 | 216.382 |

## Извор
- Библијски речник - Радомир Ракић, Златоусти, Београд 2002 ( 86-83623-07-6)